# Yao (Osaka)

Yao au sein de la préfecture d'Osaka.

Yao (八尾市, Yao-shi) est une municipalité ayant le statut de ville (市, shi) dans la préfecture d'Osaka, au Japon. La ville a reçu ce statut en 1948.

## Jumelage
Bellevue (États-Unis)

## Yuge-no-miya
D’après le Shoku Nihongi, l’impératrice Shotoku aurait fait construire une nouvelle capitale, appelée Yuge-no-miya. En 2017, des restes archéologiques ont été mis au jour à Yao ; il est possible qu'on puisse les associer à la construction de cette ville. Ils montrent un plan urbain régulier et la construction d'un canal sans doute destiné au transport de matériaux de construction.